# St George’s Tron Church

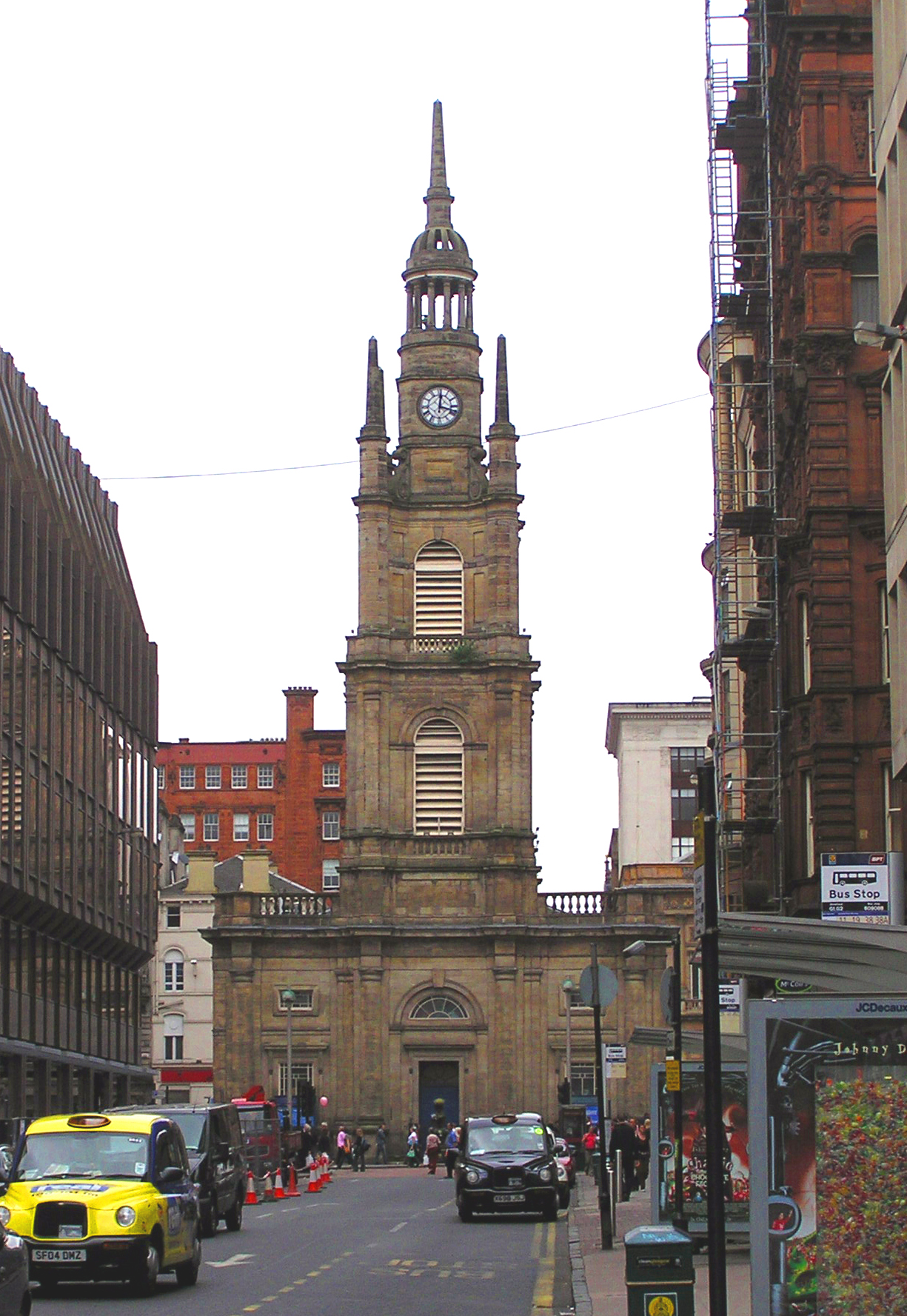
St George’s Tron Church

Die St George’s Tron Church, ehemals St George’s Church at St George’s Place, ist ein Kirchengebäude der presbyterianischen Church of Scotland in der schottischen Stadt Glasgow. 1966 wurde das Bauwerk in die schottischen Denkmallisten in der höchsten Denkmalkategorie A aufgenommen. Die St George’s Tron Church ist nicht zu verwechseln mit der ehemaligen Tron Kirk in Glasgow, dem heutigen Tron Theatre.

## Geschichte
Die Kirche wurde von 1807 bis 1808 erbaut. Für den Entwurf zeichnet der schottische Architekt William Stark verantwortlich. In den 1870er Jahren fertigten Haig & Low einen Entwurf zur Umnutzung des Gebäudes zu einem öffentlichen Gebäude mit städtischer Nutzung an, der jedoch nicht umgesetzt wurde. 1885 wurde das Gebäude durch David Thomson überarbeitet und erweitert. Erneut wurde die St George’s Tron Church zu einem nicht näher genannten Zeitpunkt zwischen 1895 und 1911 überarbeitet.
Im Jahre 2012 eskalierte ein Streit zwischen der Kirchengemeinde der St George’s Tron Church und der Church of Scotland. Hintergrund war die liberale Haltung der Kirche zur Berufung eines homosexuellen Priesters, welche die Kirchengemeinde nicht unterstütze. Die Gemeinde spaltete sich in der Folge von der Church of Scotland ab, betrachtete jedoch das Kirchengebäude als ihr Eigentum. Während eines Gottesdienstes erschienen schließlich Beamte zur Übergabe des Gebäudes. Die Kirchengemeinde zog in der Folge aus und bezog neue Räumlichkeiten in der Umgebung. Die Church of Scotland nutzt die St George’s Tron Church weiter.

## Beschreibung
Die St George’s Tron Church steht im Glasgower Stadtzentrum inmitten des Nelson Mandela Place, dem ehemaligen St George’s Place. Zu den umliegenden Gebäuden zählen die Glasgow Stock Exchange, die Royal Faculty of Procurators in Glasgow, das Athenaeum Theatre sowie das Eckhaus 4 Nelson Mandela Place. Die Saalkirche ist klassizistisch ausgestaltet, der Glockenturm weist hingegen Merkmale der neobarocken Architektur auf.
Das zweiflüglige Eingangsportal an der ostexponierten, der Buchanan Street zugewandten Frontfassade ist mit Kämpferfenster, bekrönendem Gesimse ausgestaltete. Darüber befindet sich ein Lünettenfenster mit Schlussstein. Vier kolossale, dorische Halbsäulen gliedern die Fassade vertikal. Darüber erhebt sich der Glockenturm. Entlang seiner Kanten ziehen sich kolossale Pilaster, die in Obelisken auslaufen. Die rundbogigen Öffnungen sind mit Schlusssteinen gearbeitet. Schlichte Gesimse mit steinernen Balustraden gliedern die Fassade horizontal. Der Turm läuft in einer Laterne mit dorischen Säulen mit aufsitzendem Obelisk aus.